# Битва за Каменец-Подольский
Битва за Каменец-Подольский — одно из первых сражений во время летнего 1919 года наступления армии УНР, произошедшее 1 июня — 6 июня 1919 года.

ТВД на современной карте

## Военно-политическая ситуация
В начале апреля 1919 года армия УНР под давлением Красной армии постоянно отходила на запад и в конце мая одна её часть перешла на территорию Румынии, другая — пересекла реку Збруч и оказалась на территории Западно-Украинской Народной Республики. ЗУНР на тот момент находилась в состоянии войны с Польшей. К 28 мая правительство и армия УНР контролировали только один Кременецкий уезд Волыни, а правительство и войска ЗУНР только восточные уезды Галиции. В мае 1919 года командование армии УНР сформировало 11 новых дивизий. Благодаря этому в последних числах мая согласно разработанному плану и приказу командующего армией УНР В. Н. Тютюнника, части армии перешли в наступление с территорий Кременецкого уезда Волыни и восточных районов ЗУНР на восток, чтобы занять район железной дороги Староконстантинов — Проскуров — Каменец-Подольский. Главной ударной силой украинцев выступала Запорожская группа армии УНР, которая наступала из района Почаева на Теофиполь – Староконстантинов и Волочиск – Проскуров. Отдельные отряды армии УНР под руководством командиров Удовиченко, Вишневского, Шандрука и других должны были перейти Збруч с территории Галиции и развернуть наступление на Каменец-Подольский. Сечевые стрелки и Волынская группа прикрывали наступающих с севера от возможных ударов поляков и красных.

## Расстановка сил
Передовые посты РККА находились на восточном берегу Збруча. Главные силы (Отдельная Бессарабская бригада, 8-й Подольский и 4-й конно-артиллерийский полки) большевики сосредоточили на линии Слободка-Рыхтовская — Кадиевцы — Должок, имея резерв в Каменце-Подольском. В селе Оринин дислоцировалась рота пехоты, передовые посты стояли в Гукове и Слободке-Рыхтовской.
Украинское командование решило наступать на правое крыло красных, опиравшееся на Оринин, которое было более слабое. 30 мая 1919 года 16-я бригада (позже 2-я, затем 3-я «Железная» дивизия) полковника Александр Удовиченко сосредоточилась в районе посёлка Скалы. На отрезке от села Кудринцы до Днестра занял готовую к наступлению позицию отряд полковника Юрия Киверчука. Ему была дана задача провести отвлекающую демонстрацию атаки на Слободку-Рыхтовскую. Вечером 31 мая 16-я бригада сосредоточилась в селе Гуков, где была переименована во 2-ю дивизию.

## Ход боевых действий
1 июня 1919 года, в час ночи, авангард выдвинулся в Оринина. Через полчаса следом двинулись главные силы дивизии. Около 4 часов утра 1-й конный полк дивизии дошёл до высоты 132.3, не встретив врага. Вперёд была выслана разведка, а полк, после короткого отдыха, двинулся дальше. Высоту 132.3 заняли главные силы дивизии.

### Взятие Оринина
В селе Юридика 1-й полк разбил первый аванпост красных, захватив несколько пулемётов, и двинулся дальше. В Оринине, как и в Юридике, украинцы захватили следующий аванпост. По приказу полковника Александра Вишневского телефонное сообщение с Каменцем-Подольским было намеренно не повреждено. Когда по телефону спросили о ситуации в Оринрне, был ответ, что украинских войск пока не видно.
Около 7 часов утра 1 июня вся дивизия сосредоточилась Оринине. Вскоре стало известно, что красные застигнуты врасплох отвлекающим наступлением на Слободку-Рыхтовскую. Поскольку красные не догадывались о присутствии украинцев в Оринине, командир дивизии дал своим бойцам отдых до следующего утра, во то время как комендантская сотня выдвинулась вперёд.

### Взятие хутора Казак и села Должок
2 июня, в четыре часа утра, Синий полк и отдельная рота, установив батареи, начали атаку на хутор Казак. Вскоре со стороны села Должок по позициям украинской артиллерии был открыт пушечный огонь. Батареи полковника Чижевского начали контрбатарейную борьбу, но потеряли несколько орудий. Когда красные перевели огонь на расположение штаба дивизии, Синий полк после короткой перестрелки взял хутор Казак и стал преследовать отступившего противника на Должок. В селе Кадиевцы был обнаружен ещё один отряд красных. Штаб дивизии вместе с Черноморским полком перешёл в хутор Казак. Один батальон черноморцев отправился на захват села Кадиевцы, однако, не обнаружив там врага, вернулся в полк.
В 16 часов украинская пехота, после артиллерийского обстрела позиций противника, заняла сёла Должок и Пидзамче. Красные отступили к Каменец-Подольскому.

### Взятие Каменец-Подольского
Пехота 2-й дивизии, подошедшая к Каменцу-Подольскому, была обстреляна с ж/д станции артиллерией. Украинская артиллерия заставила красных прекратить огонь, после чего те стали отступать из города по шоссе Каменец — Дунаевцы на юг, в район Жванца, а оттуда, вдоль Днестра, на восток. К этому времени к городу подошёл отряд полковника Киверчука, занявший Слободку-Рыхтовскую. Около шести часов вечера бои прекратились.

## Бои за удержание города
Каменец-Подольский стал временной столицей УНР. По приказу военного министра Григория Сиротенко комендантом города был назначен сотник Гончаренко. Из города Скалы в Каменец 3-4 июня прибыло правительство чиновники и госслужащие. Из подвалов ЧК были выпущены заключённые.
5 июня части РККА начали контрнаступление. Основной контрудар красные направили на шоссе Шатава — Каменец. Черноморский полк, защищавший этот отрезок фронта, отразил несколько атак врага, и сам перешел в контратаку, однако, под натиском превосходящих сил противника был вынужден вернуться на свои основные позиции. Сказывалась нехватка патронов, поэтому комендант города и разные общественные учреждения объявили срочный их сбор. В результате удалось собрать едва 6000 патронов.
Постепенно инициатива стала переходить к красным. В таких условиях командир 2-й дивизии принимает решение перейти в наступление, результатом которого стал взятие Шатава 7 июня.

## Результаты
Армия УНР одержала первую важную победу в ходе летнего наступления. Каменец-Подольский стал первым крупным городом Подольской губернии, перешедшим под контроль власти УНР.
Результаты прорыва 2—6 июня были значительны: помимо Каменца-Подольского был взят Проскуров.